# Herzwerk
Herzwerk (en español trabajo de corazón) es el primer trabajo de la banda alemana de metal industrial Megaherz. A pesar de ser un lanzamiento oficial y reconocido por la banda, no se incluye normalmente dentro de la discografía principal ya que es considerado un demo. Varias de las canciones presentes fueron regrabadas o remasterizadas para ser incluidas posteriormente su disco Wer bist du?.
El álbum fue relanzado en 2002, en una edición limitada con un tiraje de 500 ejemplares.

## Lista de canciones
| N.º | Título                                  | Traducción                              | Duración |  |
| 1.  | «Die Krone der Schöpfung - An ein Kind» | La corona de la creación - Para un niño | 4:34     |  |
| 2.  | «Zeit»                                  | Tiempo                                  | 4:08     |  |
| 3.  | «Negativ»                               | Negativo                                | 3:38     |  |
| 4.  | «Teufel im Leib»                        | El diablo en el cuerpo                  | 4:20     |  |
| 5.  | «Komm her»                              | Ven aquí                                | 5:14     |  |
| 6.  | «Hänschenklein 1995»                    | Pequeño Hans 1995                       | 4:05     |  |
| 7.  | «Wir sterben jung»                      | Morimos jóvenes                         | 5:14     |  |
| 8.  | «Sexodus»                               |                                         | 4:46     |  |
| 9.  | «Spring in die Schlucht»                | Salta hacia el barranco                 | 4:37     |  |
| 10. | «Die Krone der Schöpfung - Das Ende»    | El corona de la creación - El fin       | 2:21     |  |